# La manzana en la oscuridad
La manzana en la oscuridad es una novela escrita por Clarice Lispector ––en 1977 se hablaba de Lispector como «a Esfinge do Rio de Janeiro»––, con un estilo íntimo, introspectivo y existencialista.
Esta obra trata sobre el trayecto de un hombre, Martim, fugitivo de la escena de un crimen. Durante su fuga, ocurren diversos pensamientos que remiten al existencialismo y también a la filosofía hindú. El libro ganó el premio Carmem Dolores Barbosa como mejor libro en septiembre de 1961.

Clarice Lispector y Tom Jobim presentando el libro de la escritora, La manzana en la oscuridad

El fugitivo está en el «corazón de Brasil», se escapa por la noche y se refugia en un hotel para luego hacerlo en el campo, pensando que había matado a su esposa. 
La narrativa cuenta los detalles corporales de la fuga y la agonía que siente el personaje. El ambiente es el de las sensaciones, del pensamiento. Poco a poco se va entendiendo al personaje y la historia. Utiliza la misma técnica en La pasión según G.H. con expresiones iguales o similares como «las cosas sin nombre», refiriéndose a sensaciones que el narrador no consigue expresar.

## Personajes
- Martim: personaje principal de la historia. Convencido de haber cometido un crimen, empieza a despojarse de todo lo relacionado con la sociedad y de él mismo para reconstruirse. Su primer paso es dejar el lenguaje, desconfigurarlo, ya que esto lo vincularía directamente con la sociedad con la que quería romper: «Porque después de dos semanas de silencio he aquí que naturalmente había pasado a llamar «acto» a su crimen».[4]

```
«Pensó que con ese crimen había ejecutado su primer acto de hombre. Sí. Valientemente había hecho lo que todo hombre tenía que hacer una vez en su vida: destruirla. Para reconstruirla en sus propios términos».
[
5
]
```

Al llegar a la hacienda dice que es ingeniero, pero al final cuenta que es estadístico.
Se reitera bastantes veces el amor que tenía por su hijo: «Y a través del amor por su hijo escogió que el máximo podría ser alcanzado a través de la misericordia».
Gracias al narrador – omnisciente se obtiene mucha información acerca de Martim:
```
 «Martim tenía los ojos azules y las cejas bajas; sus pies y sus manos eran grandes. Se trataba de un hombre fuerte, con una idea en la cabeza. Tenía una presencia móvil, atenta, como si solo fuese a replicar después de oírlo todo. Ese era su lado verdadero, y también su lado exterior, visible para los otros. Por dentro —le costaba mucho más alcanzar la forma exterior que lo había precedido—, por dentro era un hombre de comprensión lenta, que en el fondo era paciencia; un hombre con un modo de pensar confuso que a veces, con una sonrisa vergonzosa de niño, se sentía intimidado por su propia estupidez, como si él no mereciese tanto: es verdad que por dentro también era sagaz, con una posibilidad siempre a punto para sacar provecho y ventaja. Lo que en el pasado le había llevado a ignorar varios escrúpulos y a cometer varios actos que serían pecaminosos si él fuese una persona importante. Pero él era una de esas personas que mueren sin que se sepa qué fue realmente de ellas
[
9
]
».
```

- Esposa de Martim: solo se sabe de ella que no quiso decirle al hijo que tiene con Martim el verdadero motivo por el cual su padre huye, sino que está de viaje.[10] Su esposo intenta matarla por celos, pensando que tiene un amante[9].

- Hijo de Martim: la única información es que era «bastante alto para su edad».[11]

- Vitória: dueña de la hacienda en la que se queda a vivir Martim. Tiene miedo de vivir, es autoritaria y cree que su prima Ermelinda es buena, pero ella mala:

```
«¿Qué es lo que hace que yo, sin cometer ningún acto de maldad, sea mala? ¿Y que Ermelinda, sin cometer ningún acto de bondad, sea buena?». El misterio de que las cosas sean como nosotros sabemos que son dejó a la señora bastante absorta».
[
12
]
```

Se puede observar su autoritarismo en las órdenes a sus empleados. Francisco la acaba odiando por ello, mientras que Martim la obedece y establece con ella una relación «muda».
- Ermelinda: es la prima de Vitória. Pasa su infancia enferma, algo que «parecía haberle dado para siempre el derecho a un vagabundeo», era «un poco espiritista» y no le gustaba trabajar.[14] Este hecho también provoca su temor a morir. Buscaba apoyo y apoyo físico, algo que perturbaba a Vitória.[15] Se acaba enamorando de Martim, mientras que aquel piensa que ella «era una adolescente envejecida».[16]

- La Mulata: joven negra de pelo ensortijado,[17] con rizos duros y largos, risueña, generosa.[18] Era empleada en la hacienda.

- La niña: hija de la Mulata, siempre estaba sonriendo.

- Francisco: trabajador de la hacienda, no se sentía cómodo con las órdenes de Vitória por ser mujer, aunque sí la respetaba. Al final de la historia se refiere a él como un «hombre ignorante e iletrado».[19]

```
 «La base de la hacienda era el autocontrol de aquella mujer, que Francisco despreciaba como se desprecia lo que no fluye. (…) Aquel extraño no se había dado cuenta de la fidelidad de Francisco a la mujer, no había entendido que él se había habituado tranquilamente a odiar a Vitória, y que no podría ser mandado por una mujer a no ser que salvaguardase su propia dignidad con el odio».
[
20
]
```

- El profesor: Ermelinda y Vitória lo describen como inteligente, culto, paternal con sus alumnos, espiritista, emotivo. Tiene una respuesta para todo.[21] Sabe que Martim esconde algo e intenta adivirnarlo[19]. Se habla de él como «guía espiritual de aquellas mujeres inseguras y menstruadas».[22] Juzga a Martim porque cree que los que hacen cosas indebidas tienen que ser castigados, haciendo que el protagonista confiese lo que hizo:

```
«—... tiene usted que comprender, tenemos que ser castigados, ¿sabe por qué?, ¡si no todo pierde el sentido! —decía el profesor agitadísimo, y Martim, demasiado aturdido para pensar en sí mismo, perdió un tiempo precioso hasta comprender por fin que las dos mujeres llamaban bondadoso al profesor; lo era; y aunque no lo fuese; un hombre que juzga hace un sacrificio—. ¡Tenemos que ser castigados! —repitió el profesor lastimero—, usted es inteligente, ¡tiene que entenderlo!, estoy hablando con un ingeniero; me dirijo a un hombre superior, ¡tiene usted que com- prender por qué lo he hecho!, porque yo, yo comprendo lo que he hecho. ¡Dios me ha dado la inspiración de poder comprenderme! Es que si usted no lo entiende, ¡está perdido!, si usted no lo en- tiende, todo lo que he hecho se perderá y usted no completará lo que empezó con su crimen. Tiene usted que comprender que si no hubiese castigo el trabajo de millones de personas se perdería y sería inútil —gritó él implorante—. Son las etapas de la humanidad que tienen que...».
[
23
]
```

- El hijo del profesor: con rostro pálido y feo,[24] no paraba de morderse las uñas «con una voracidad melancólica».[25]

- Agentes: bajos y tranquilos.[26]

- Alcalde de Vila Baixa: pequeño, limpio, pelo engominado y aire argentino[26].

- El alemán y el supuesto criado: vivían en el hotel en el que se queda Martim cuando huye de su casa tras ser incendiada.[27]

## Argumento
Tras creer haber asesinado a su esposa, Martim huye desesperado hasta llegar a una finca. En ella vive Vitória, propietaria de aquella, soltera y temerosa de vivir, junto a su joven prima Ermelinda, quien tiene pánico de morir. Para quedarse en dicho lugar, acepta trabajar para ellas recibiendo casa y comida, aunque sin sueldo.
Entre el protagonista y las dos mujeres llenas de frustraciones y conflictos, empezará a fluir un triángulo amoroso. Vitória, desconfiada, denuncia a Martim, quien ya estaba siendo buscado por la policía. Durante el proceso de la narración se desenvuelve la historia y se reflejan los pensamientos interiores del protagonista, más importantes que las acciones en sí, desencadenados por la fuga y su sentimiento de culpa.
La historia se divide en tres partes: «Cómo se hace un hombre», «Nacimiento de un héroe» y «La manzana en la oscuridad». Cada una cuenta una parte de la reconstrucción personal de Martim, puesto que importa más su reconstrucción como persona que el crimen que cometió. La autora recurre a un lenguaje lleno de pensamientos y reflexiones sobre vivir, la muerte, el amor, la convivencia en sociedad, Dios.
```
 «Y la cosa era tan perfecta que incluso la perspectiva de la distancia se añadía a aquel mundo sin Dios. Porque, cuando el hombre levantaba los ojos, los árboles distantes eran tan altos, tan altos como una belleza: el hombre gruñía aprobando. Cuanto más estúpido, más frente a las cosas estaba».
[
28
]
```

## Época
La producción literaria de Lispector transcurre entre 1949 – 1979 (posguerra), situada entre la crisis de la Modernidad y la Postmodernidad. Si bien sus temas no fueron los relacionados con la II Guerra Mundial como otros autores que huyeron los estragos de la guerra, su obra debe ser estudiada teniendo en cuenta este hecho, ya que en La manzana en la oscuridad «nos encontramos explícitamente con un cuestionamiento por la palabra, con una fragmentación interna, con un decir que es un tenderse hacia el otro». Es debido recordar que, en el lugar de nacimiento de la escritora, Tchechelnik, vivían (siglo XIX-XX) la mayoría de los judíos del mundo. Hacia el 1918 empezó la persecución contra los judíos en Ucrania, y para el año 1921 los padres y hermanas de Lispector viajaban fuera del país.

## Lugar que ocupa en el conjunto de sus obras
Dentro del conjunto de las obras de la escritora, esta puede considerarse «un reflejo del conjunto» :
```
(…) desde el crimen, es decir, desde la deconstrucción, la desintegración del sujeto, hasta, o más que hasta hacia, el aprendizaje de un nuevo modo de ser y habitar, hallazgo de las emociones elementales, palabras elementales que son palabras que hacen, lenguaje y desierto, lenguaje, acto. Pero esta deconstrucción, este aprendizaje e ir hacia, lo encontramos ya en la primera novela de Lispector así como en todos sus cuentos e incluso en sus crónicas (…)
[
29
]
.
```

## Recepción
En un primer momento y a pesar de su gran fama entre intelectuales y escritores, Clarice Lispector llevaba casi cinco años sin poder publicar su libro, ya que la escritora no encontraba ningún editor en Brasil que quisiera hacerlo. En julio de 1961 fue cuando la editorial Francisco Alves publica la primera edición de La manzana en la oscuridad a 980 cruzeiros, el libro más caro del país en aquella época.
Para caracterizar sus obras, los críticos utilizaban palabras como ‘intimista’, ‘introspectiva’, ‘monólogo interior’; sin embargo, la escritora no se sentía cómoda con las comparaciones. En una carta a su hermana comenta: «Le escribí [al crítico Álvaro Lins] diciéndole que no conocía a Joyce ni a Virginia Woolf ni a Proust cuando hice el libro, porque al maldito del hombre solo le faltó llamarme ‘su representante comercial’».
En la obra de Moser sobre la biografía de la autora, apunta que Clarice L. solo reaccionaba ante las críticas cuando la tachaban de extranjera: «eu, enfim, sou brasileira; pronto e pronto».
Aunque sus novelas tengan ese rasgo hermético, y «su fama de autora de difícil lectura fue un lastre durante años», el público lector solía agotar las ediciones de los libros de la autora. 

## Análisis e interpretación
Benedito Nunes, especialista en las obras de Lispector escribió el libro O drama da linguagem (1989), exponiendo su análisis e interpretación de La manzana en la oscuridad en el capítulo «A maçã no escuro ou o drama da linguagem» (pág. 39-57), en la que atribuye esta novela con un pasaje místico y bíblico.
En la revista Espéculo (2013, nº 51) (sobre Estudios Literarios de la Universidad Complutense de Madrid), concluyen que el lenguaje de las novelas de Lispector es lo más importante en sus obras. También como Benedito Nunes, concuerdan con un análisis místico y una estructura crimen-castigo-redención, vinculada al Génesis y a pasajes de Santa Teresa.
Hélène Cixous, crítica literaria francesa, en Reading with Clarice Lispector expone que Martim es la primera versión de G.H. (protagonista de la novela La pasión según G.H., 1964), apostando por un lenguaje puramente femenino:
```
«Martim, this fabulous being, wants to realize the impossible. He is the first version of G.H., drawn up before Clarice decided to reduce her protagonist to something even more essential: to feminity itself
[
40
]
».
```